# Петко Караиванов
 Петко Петков Караиванов е български офицер, майор.

## Биография
Петко Караиванов е шестото най-малко дете в семейството на Петко Василев Караиванов (най-младия вуйчо на Васил Левски) и Неделя Делюва Гульова (по-късно известната възрожденска учителка баба Неделя Петкова Караиванова). Роден е през 1859 г. в гр. Сопот, няколко месеца след смъртта на баща си и затова е кръстен на него. Първоначално учи в родния си град Сопот, после в Пловдивското епархийско класно училище, където при завършването трети клас го заварва Освобождението.
Постъпва на 12 юли 1878 в Командата на волноопределяющите се. Със специален рапорт на 30 август 1878 г. от командира на волноопределяющите се капитан Стрижевски, до началник-щаба на Българската земска войска, генерал-майор Александър Шелейховски, се предлага унтерофицерите Христо Попов, Стефан Александров, Рачо Петров и Петър Тантилов да бъдат произведени в първо офицерско звание прапоршчик. Ефрейторите Иван Златанов, Кирил Ботев, Велизар Пеев, Спас Иванов, Иван Дончев, Бончо Балабанов, Дечко Христов, Петко Караиванов, Димитър Клатнов, Никола Петров и Христо Петрунов, били предложени за повишаване в званиие унтерофицер. В отговор на това руския Императорски комисар в България генерал-адютант Александър Дондуков, подписва заповед №13 от същия ден. С нея са одобрени за производството в звание само четиримата унтерофицери в прапоршчици, а всички останали си остават със звание ефрейтор. Завършва военен курс през ноември 1878 г. и постъпва в новосформираното Военното училище (София). Завършва втория му випуск на 30 август 1880 г. и е произведен в първо офицерско звание подпоручик. Назначен е за младши офицер в Първа пеша софийска дружина. През 1883 г. е повишен в поручик.
Взема дейно участие в Сръбско-българската война (1885). Първоначално командва 2-ра рота от 5-а запасна дружина на Първи пеши софийски полк в състав от 200 запасни войници. Отрядът е преименуван на Комщицки и нараства до 1100 души. На 6 ноември под командата на поручик Караиванов е разгромен един сръбски батальон при с. Ропот, което е и първата победа за българската армия в тази война. За този си подвиг поручик Караиванов получава ордена „За храброст“. Участва в овладяването на стратегическото село Ржана. На 14 и 15 ноември участва и в превземането на Пирот. Получава и второ отличие през тази война – повишен в звание капитан (заповед №17 от 24 март 1885 г. по военното министерство), и сребърен медал за участие във войната.
След войната служи като дружинен командир в 21-ви пехотен средногорски полк. Повишен е в звание майор. Умира на 24 март 1900 г. в София.

## Военни звания
- Подпоручик (30 август 1880)
- Поручик (1884)
- Капитан (1885)
- Майор